# Tøddel
 Denne artikel bør gennemlæses af en person med fagkendskab for at sikre den faglige korrekthed.

Tøddel er det mindste tegn i det hebraiske skriftsprog. Det er en lille streg, der forbinder to ord.
Som oftest bliver udtrykket tøddel brugt i overført betydning, og betyder da en lille bitte smule eller det mindste.
Prikken over i'et kaldes også en tøddel.